# Yael Padilla
Jonthan Yael Padilla Sandoval (Guadalajara, 19 dicembre 2005) è un calciatore messicano, attaccante del Guadalajara.

## Caratteristiche tecniche
È un'ala destra.

## Carriera

### Club
È cresciuto nel settore giovanile del Guadalajara, che lo ha promosso in prima squadra nel 2023. Ha fatto il suo esordio il 3 luglio dello stesso anno nell'incontro di Liga MX contro il León entrando in campo al 74' minuti e realizzando poco dopo il gol del definitivo 2-1 in favore della sua squadra.

### Nazionale
Ha giocato con le nazionali giovanili messicane Under-18 ed Under-20.

## Statistiche

### Presenze e reti nei club
Statistiche aggiornate al 2 marzo 2025.
| Stagione        | Squadra         | Campionato      | Campionato | Campionato | Coppe nazionali | Coppe nazionali | Coppe nazionali | Coppe continentali | Coppe continentali | Coppe continentali | Altre coppe | Altre coppe | Altre coppe | Totale | Totale | Totale |
| Stagione        | Squadra         | Comp            | Pres       | Reti       | Comp            | Pres            | Reti            | Comp               | Pres               | Reti               | Comp        | Pres        | Reti        | Pres   | Reti   |        |
| --------------- | --------------- | --------------- | ---------- | ---------- | --------------- | --------------- | --------------- | ------------------ | ------------------ | ------------------ | ----------- | ----------- | ----------- | ------ | ------ | ------ |
| 2023-2024       | Guadalajara     | LMX             | 25         | 3          | -               | -               | -               | CCC                | 2                  | 0                  | LC          | 2           | 0           | 29     | 3      |        |
| 2024-2025       | Guadalajara     | LMX             | 20         | 4          | -               | -               | -               | CCC                | 2                  | 0                  | LC          | 0           | 0           | 22     | 4      |        |
| Totale carriera | Totale carriera | Totale carriera | 45         | 7          |                 | -               | -               |                    | 4                  | 0                  |             | 2           | 0           | 51     | 7      |        |